# Matsudo
Matsudo (Japans: 松戸市, Matsudo-shi) is een Japanse stad in het noordwesten van de prefectuur Chiba, gelegen aan de rivier de Edo.
Tijdens de Edo-periode was Matsudo een bloeiende binnenhaven en fungeerde het als relais op de Mito Kaido. Verheven tot stad op 1 oktober 1943, groeide Matsudo na de Tweede Wereldoorlog uit tot een stedelijke en industriële randgemeente van de Groot-Tokio.
Haar industrie omvat ijzergieterijen, machinefabrieken, voedingsproducenten, en elektronicaondernemingen. De stad strekt zich uit over 61,33 km² en heeft een bevolking van ca. 484.691 inwoners. Sedert 1971 is de stad gejumeleerd met de Australische stad Whitehorse City, Victoria.

## Geboren
- Naoko Yamazaki (1970), astronaute